# Йоан I Цимиски
Йоан I Цимиски (варианти: Йоан Цимисхи, Йоан Цимисхий; на гръцки: Ιωάννης Τσιμισκής, също Τζιμισχῆς; на арменски: Հովհաննես Ա Չմշկիկ) е византийски император от 969 до 976 година.
Узурпирал властта с преврат срещу вуйчо си, император Никифор II Фока (10 декември 969), Цимиски управлява като съвладетел и настойник на младите наследници от Македонската династия Василий II и Константин VIII. Способен военачалник, управлението му е белязано от поредица успешни войни със съседите на Византия на север и изток. На Балканите Цимиски отблъсква нашествието на руския княз Светослав и покорява Източна България. В Близкия изток той подчинява Северен Ирак и Сирия.
След кончината му (10 януари 976) Византия губи повечето от тези завоевания.

## Произход и военна кариера
Йоан Цимиски е с арменско потекло. Роден е към 925 година в Цмискацак, градче в темата Хозанон.:с. 122 Презимето му е също с арменски произход (Chmushkik) и означава „червена чизма“ или „дребен“. Семейството му разполага с наследствени имоти в Армениакон и е тясно обвързано с някои от най-влиятелните във Византия аристократични родове. Самият Йоан е внук на Теофил Куркуас (пълководец от времето на император Роман Лакапин) и по майчина линия на доместика на схолите Варда Фока. Майка му (неизвестна по име) е сестра на по-сетнешния император Никифор II Фока. Съпругата му Мария е сестра на друг бележит византийски военачалниик – Варда Склир.
Благодарение на родовите връзки и личните си качества, Йоан Цимиски бързо се издига във военната йерархия. Към 956 година той е вече стратег на византийска Месопотамия – днес в Югоизточна Турция, а по онова време на границата на империята с хамданидските емирства Мосул и Алепо. Две години по-късно печели голяма победа над емира Саиф ад Даулах при Самосата (днешен Самсат).
Цимиски помага на вуйчо си Никифор Фока да спечели ред успехи над арабите в Киликия и Сирия и да се възкачи на престола през 963 година. Това се случва веднага след кончината на император Роман II. Паракимоменът Йосиф Вринга, който държи фактически властта в Константинопол, обещава на Цимиски да го назначи за доместик на Изтока (най-висшата военна длъжност), стига да попречи на Никифор Фока да узурпира престола на малолетните Романови синове Василий II и Константин VIII. Цимиски обаче решава да подкрепи Никифор и получава от него обещания пост.

## Възцаряване и утвърждаване на престола
Като доместик на Изтока Йоан Цимиски служи вярно на императора като участва в покоряването на Киликия, но немного след завладяването на Тарс изпада в немилост. Военното командване му е отнето, заменено на първо време с почетна административна длъжност (логотет на дрома). Малко по-късно Цимиски е пропъден от Константинопол и въдворен в имението си в провинцията. Като причини за това се сочат ревността на Никифор II – Цимиски е станал твърде популярен сред войската, а императорът го подозира и в любовни връзки с императрица Теофано.
В отговор Цимиски и Теофано организират преврат. Под фалшив предлог императрицата убеждава Никифор да привика бившия доместик в Халкедон, на азиатския бряг на Босфора. През нощта на 10 срещу 11 декември 969 година неколцина заговорници преминават в столицата, нахлуват в двореца Вуколеон и убиват императора. Патриарх Полиевкт провъзгласява Йоан Цимиски за император, но не веднага, а едва след като Цимиски хвърля вината за убийството върху преките извършители и Теофано. Двама от убийците на Никифор II са екзекутирани, а бившата императрица е пратена в изгнание. За да закрепи правата си като съвладетел и настойник на младите Василий II и Константин VIII, Цимиски се сродява с управляващата Македонска династия чрез брак с Теодора, дъщеря на Константин VII Багренородни.
Близките на убития император се опитват на няколко пъти да отстранят Цимиски като използват значителното си богатство и влияние в столицата и провинцията. През 970 Варда Фока, племенник на Никифор II, вдига бунт в Мала Азия, но е победен. На следващата година, след два безуспешни заговора, е ослепен братът на Никифор Лъв Фока.

## Управление

### Вътрешна политика
Подобно на своя предшественик на престола, във вътрешната си политика Йоан I Цимиски се опира на поземлената и военната аристокрация (т. нар. „динати“) с тази разлика, че измества представителите на рода Фока от високите постове в държавата и залага на съюзници от Склир, Куркуас и други родове. Води политика на закрепостяване на стратиотите – връща селяните, които се опитват да избягат от данъчната и военната си повинност към държавата в частни и манастирски владения. Но отменя разпоредбите на Никифор II за спиране на разрастването на църковната и манастирската собственост.

### Външна политика
На практика при царуването на Цимиски вътрешните дела на империята се ръководят от паракимомена Василий Лакапин – самият император се посвещава главно на завоевателните си планове за Северен Ирак и Сирия, но преди да пристъпи към осъществяването им трябва да се справи с кризите на Апенините и на Балканите, „завещани“ му от Никифор II. На нападенията на германския император Отон I и лангобардските му васали в италийските владения на Византия е сложен край с мирно споразумение през 970 година. В изпълнение на условията му две години по-късно Цимиски жени племенницата си Теофано за германския престолонаследник Отон. Опитът му да се договори с руския княз Светослав, завладял Източна България през последната година от управлението на Никифор II, е несполучлив. През 970 година русите нахлуват във византийска Тракия.

#### Война с русите в България
Йоан Цимиски възлага отблъскването на Светослав на шурея си, новия доместик на Изтока Варда Склир. При Аркадиопол (днешен Люлебургас) Склир надделява над армията на руския княз, но скоро след това трябва да се прехвърли с войските си в Мала Азия, за да се справи с бунта на Варда Фока.
През пролетта на 971 година Йоан I Цимиски оглавява лично контранастъплението срещу русите, преминава безпрепятствено Стара планина, превзема с щурм Велики Преслав и пленява българския цар Борис II. След това блокира главните руски сили и самия Светослав в Дръстър. В този момент много български градове преминават на страната на Цимиски. След поредица безуспешни опити да разкъса обсадата на Дръстър, Светослав е принуден да напусне завинаги България.
Вместо да даде на българите обещаната свобода, след победата си при Дръстър Цимиски установява византийска администрация и гарнизони в завладените български земи в Северна Тракия (областта на Берое), Мизия и северно от Дунав (Западна Месопотамия). Завладяната българска столица Преслав е преименувана Йоанопол (по името на императора), българският патриарх Дамян е лишен от сана си, а цар Борис II е отведен в Константинопол и публично развенчан.
Макар да обявява българската държава за унищожена, Цимиски не успява да покори окончателно България. През следващите години византийски войски овладяват Поморавието и Рашка, но императорът прехвърля вниманието и повечето си войски към арабския фронт. Земите между Сердика и Охрид остават извън обхвата на византийските завоевания и оттам българите вдигат въстание начело с комитопулите след смъртта на Цимиски през 976 година.

#### Война с арабите
Йоан Цимиски замисля завоевания в мащаба на някогашните римски владения в Предна Азия – Багдад, Ерусалим и Кайро.
В Сирия през 970 – 971 година византийските войски постигат значими успехи. Алепинското емирство се задължава да плаща ежегоден данък на императора и му отстъпва част от земите си по сирийското крайбрежие. С новите териториални придобивки Византийската империя опира до пределите на новоиздигналия се в Египет Фатимидски халифат. Опитът на Фатимидите да завладеят Антиохия, докато Цимиски е зает във войната срещу русите, завършва с тежко поражение.
През 972 година императорът сам поема на изток, но на първо време вниманието му е насочено не към Сирия, а към северна Месопотамия, където завладява Нисибис (днес Нусайбин). Войната с Мосулското емирство се развива с променлив успех – през 973 година пълководците на Цимиски претърпяват тежко поражение при Амида (Диарбекир). На следващата година императорът отново поема командването лично. Първоначално се насочва към границите на Армения, но не за война, а за преговори с Багратидите. По силата на сключения съюз арменският цар Ашот III осигурява на Цимиски 10-хиляден корпус за похода срещу Мосул. Походът е успешен – един след друг владетелите на Мартиропол (днес Силван), Амида, а накрая и емирът в Мосул стават данъкоплатци на императора. Цимиски дори планира да нападне Багдад, но планът не се осъществява.
През пролетта на 975 година Цимиски обръща вниманието си към Сирия. От Антиохия византийската армия потегля срещу Емеса, овладява Баалбек и достига Дамаск. Местните управници се подчиняват на императора и се задължават да му плащат ежегоден данък. Цимиски с войските си навлиза дълбоко в Палестина, овладява Тивериада, Назарет и Кесария, но свръща на север преди да стигне Ерусалим. По обратния път към Антиохия са завладени Бейрут, Сидон и други градове.
В известието си до Ашот III за тези събития Цимиски пише:
„Слушай и научи чудото... Цяла Финикия, Палестина и Сирия са освободени от робството на сарацините и признават властта на римляните“.
Всъщност походът от 975 година, определян като кръстоносен по дух, не постига освобождаване на Божи гроб. Византийците не достигат Ерусалим, а при опита да овладеят ливанското крайбрежие са отблъснати от Триполи. Трайно присъединено към Византия е само крайбрежието на север от Антарад (днешен Тартус).
Плановете на императора за продължаване на завоеванията са прекъснати от преждевременната му смърт. Йоан Цимиски умира в Константинопол на 10 януари 976 година, скоро след завръщането си от Палестина. Предполага се, че е починал от тиф, но не се изключва да е бил отровен от Василий Лакапин.